# 過速度検知装置
過速度検知装置（かそくどけんちそうち）とは、速度超過を検知し、警報を鳴らしたり非常ブレーキをかけたりする装置のことである。OSRとも称され、以下本項でもOSRと表記する。

## 概要
信越本線横川 - 軽井沢間においては、碓氷峠の急勾配があり（最大66.7‰）、勾配を下る上り線では、旅客列車は38km/h、貨物列車など旅客列車以外の列車は25km/hに制限速度が設定されており、この速度を超えた場合、いかなる手段を持っても列車を安全に停止させることができないとされていた。
この条件に対応して、速度制限よりわずかに低い速度（旅客列車35km/h、それ以外22km/h）で警報を鳴らし、制限速度を超えた場合は即座に非常ブレーキをかけ、列車を安全に停止させるための装置として開発されたのがOSRである。
この区間専用の補助機関車である国鉄EF63形電気機関車では、急勾配に対応して多数の安全装置が搭載されており（詳細は当該記事を参照）、OSRもその一つである。EF63形では、中間台車の二輪の間にフランジのない車輪を取り付け（遊輪と称する）、動輪が空転しても正しい速度を検知できるようにした。
国鉄では1968年に直流電化から交流電化へと改められた奥羽本線福島 - 米沢間の板谷峠（最大38‰）に導入された国鉄ED78形電気機関車と国鉄EF71形電気機関車にもOSRを装備したが、路線条件が碓氷峠と異なることから速度制限は旅客列車で70km/h、貨物列車で41km/hとされた。また、OSRの検知方式もED78形では非動軸である中間台車から検知したが、EF71形では設置場所の問題もあって動軸で検知する方式を採った。
1990年には、大井川鐵道井川線での線路付け替えによるアプト式の採用に伴い製造されたED90形電気機関車にも、最大90‰の急勾配に対応してOSRが装備された。こちらは速度制限は19km/hに設定されているほか、ピニオンギアが噛み合うというアプト式の構造上の特性から、速度を正確に測定することが可能なため、速度測定用の遊輪の設置は省略されている。